# ローラ殺人事件

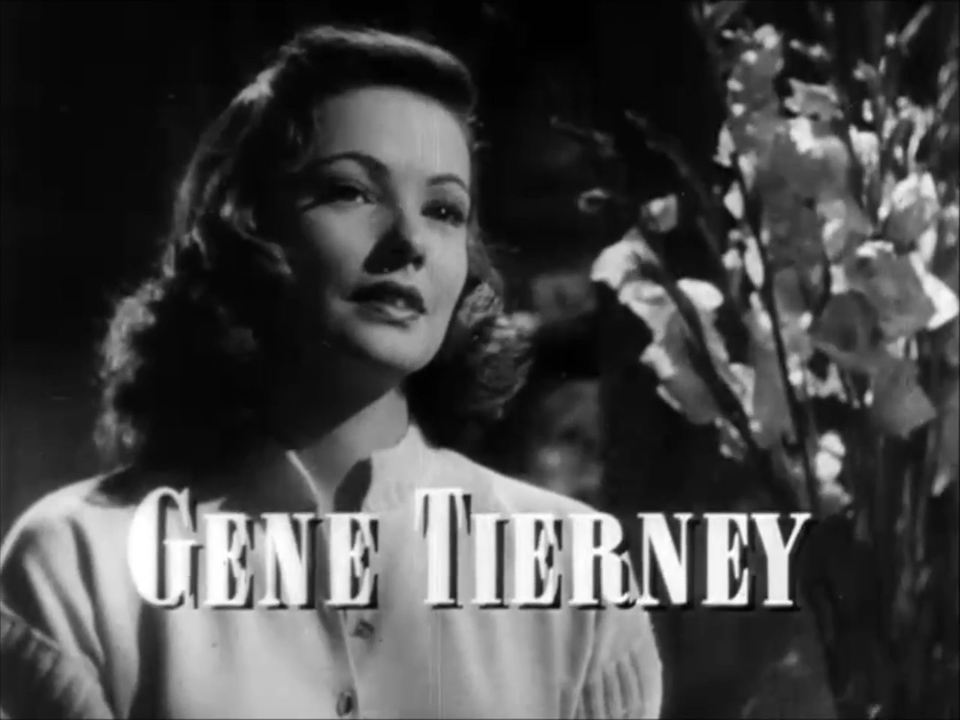
ローラ役ジーン・ティアニー

『ローラ殺人事件』（ローラさつじんじけん、Laura）は、1944年のアメリカ合衆国のミステリ映画。
監督はオットー・プレミンジャー、出演はジーン・ティアニーとダナ・アンドリュースなど。
女流作家でシナリオライターでもあるヴェラ・キャスパリーの1942年発表の同名小説を原作としている。
1940年代のフィルム・ノワールの中でも、特に後年までカルト的評価の高い作品で、1999年にはアメリカ国立フィルム登録簿に登録されたほか、AFIが2001年に選出した「スリルを感じる映画ベスト100」では73位、また2008年に選出した「10ジャンルのトップ10」のミステリ映画部門では4位にランクインしている。
本作は、ジーン・ティアニーの代表的な主演作でもある。
第17回アカデミー賞では監督賞をはじめとする5部門にノミネートされ、撮影賞（白黒）を受賞した。スティーヴン・ジェイ・シュナイダーの『死ぬまでに観たい映画1001本』に掲載されおり、Rotten Tomatoesの支持率100%の映画のうちの１つでもある。

## ストーリー
新進気鋭ながら世評の高い美貌の女性コピーライター、ローラ・ハントが、散弾銃で頭を吹き飛ばされた惨殺死体となって自宅で発見された。
殺人事件の捜査担当刑事であるマクファーソンは、文筆家志望の新人であったローラを引き立てた恩人である著名エッセイストのライデッカーや、ローラの婚約者であったカーペンターなどに逢い、生前のローラの交友関係や人となり、コピーライター業界で名を成して行った過程などを調査して行く。
捜査の中で、ローラを殺す動機のあった者が複数浮上してきたが、決定的な証拠が見付からなかった。悩み疲れたマクファーソンは、生前のローラについて深く知るにつれ、いつしか既に亡い「まぼろしの美女」ローラに惹かれて行く。

## キャスト
※括弧内は日本語吹替（テレビ版）
|  | ローラ・ハント：ジーン・ティアニー（沢田敏子）           |  | マーク・マクファーソン：ダナ・アンドリュース（千葉順二）     |
|  | ウォルド・ライデッカー：クリフトン・ウェッブ（中田浩二） |  | シェルビー・カーペンター：ヴィンセント・プライス（細井重之） |
|  | アン・トリードウェル：ジュディス・アンダーソン           |  |                                                              |

## スタッフ
- 監督/製作：オットー・プレミンジャー
- 脚本：ジェイ・ドラトラー（英語版）、サミュエル・ホッフェンシュタイン（英語版）、エリザベス・ラインハルト
- 音楽監督：エミール・ニューマン
- 音楽：デイヴィッド・ラクシン
- 撮影：ジョゼフ・ラシェル（英語版）
- 編集：ルイス・レフラー（英語版）
- 美術：ライル・R・ウィーラー、リーランド・フラー
- 装置：トーマス・リトル（英語版）
- 衣裳：ボニー・キャシン

## 解説
元々この作品は、ルーベン・マムーリアンが監督、ダリル・ザナックのプロデュースで企画され、ザナックとは関係の悪かったプレミンジャーは脚本担当であった。しかし以前から映画監督志望であったプレミンジャーは、本作でのマムーリアンの手腕に不満を抱いており、ザナックへ監督交代の運動を図った。最初は渋っていたザナックも、マムーリアンが撮影した初期ラッシュを見てその出来に不満を感じたことで、考えを変えるに至った。その結果マムーリアンは降板させられ、代わって志願したプレミンジャーが監督に任ぜられた。
本作はプレミンジャーの初監督作品となったが、B級メロドラマ的設定ながらも、陰翳の駆使された映像美（撮影担当のジョゼフ・ラシェルは本作でアカデミー撮影賞を獲得した）や、回想形式をも織り込んだ巧みなシナリオにより、密度の高いフィルム・ノワールとして完成した。公開されるとデイヴィッド・ラクシンが作曲した流麗なテーマ曲『ローラ(Laura)』共々、大きなヒットとなり、プレミンジャーの出世作となった。
慇懃で尊大な初老紳士ライデッカーを演じて強烈な個性を見せたクリフトン・ウェッブは、特にプレミンジャーの希望で本作出演に至った。ウェッブにとっては10年以上のブランクを経ての久し振りの映画出演であったが、当時既に50歳を過ぎ、ブロードウェイの舞台俳優として盛名高かった彼は、実際に出演のオファーが来ると「ザナック？　知らないな」と配役・ライデッカーそのものの尊大な反応を見せ（映画界に無関心だったのである）、有名プロデューサーを自負していたザナックを怒らせたという。ウェッブの演技も助演ながら強烈な印象を残すもので、彼は以後1950年代にかけ、ハリウッド映画での主演・助演で活躍した。

## 受賞・ノミネーション
| 映画祭・賞   | 部門               | 候補                                                                         | 結果       |
| ------------ | ------------------ | ---------------------------------------------------------------------------- | ---------- |
| アカデミー賞 | 監督賞             | オットー・プレミンジャー                                                     | ノミネート |
| アカデミー賞 | 助演男優賞         | クリフトン・ウェッブ                                                         | ノミネート |
| アカデミー賞 | 脚色賞             | ジェイ・ドラトラー サミュエル・ホッフェンシュタイン エリザベス・ラインハルト | ノミネート |
| アカデミー賞 | 美術監督賞（白黒） | ライル・R・ウィーラー リーランド・フラー トーマス・リトル（室内装飾）        | ノミネート |
| アカデミー賞 | 撮影賞（白黒）     | ジョゼフ・ラシェル                                                           | 受賞       |

## ドラマ化
1968年にトルーマン・カポーティの脚本でテレビドラマ化された。カポーティの友人で女優志願のリー・ラジヴィル（ジャクリーヌ・オナシスの妹）のキャリアのためにカポーティが企画したものだったが、演技が酷評されたことでラジヴィルは女優を諦めた。